# Sandrigo Hockey 2023-2024
Questa voce raccoglie le informazioni riguardanti il Sandrigo Hockey nelle competizioni ufficiali della stagione 2023-2024.

## Maglie e sponsor
Lo sponsor ufficiale per la stagione 2023-2024 è Telea Medical.
| 1ª divisa | 2ª divisa |

## Organigramma societario
Dati aggiornati alla stagione 2023-2024, tratti dal sito internet ufficiale della Federazione Italiana Sport Rotellistici .
- Presidente: Dario Scanavin
- Direttore generale: Andrea Donà
- Segretario:
- Direttore sportivo: Fabio Manfrin
- Addetto stampa: Marco Rorato

## Organico

### Giocatori
| N° | Naz.                 | Ruolo | Sportivo                   |  |  |  |
| -- | -------------------- | ----- | -------------------------- |  |  |  |
| 3  | Italia (bandiera)    | A     | Andrea Brendolin           |  |  |  |
| 4  | Italia (bandiera)    | D     | Daniel Somacale            |  |  |  |
| 6  | Italia (bandiera)    | D     | Marco Poletto              |  |  |  |
| 7  | Spagna (bandiera)    | D     | Antonio Miguelez Melendrez |  |  |  |
| 11 | Italia (bandiera)    | D     | Filippo Schiavo            |  |  |  |
| 14 | Italia (bandiera)    | A     | Elia Canesso               |  |  |  |
| 17 | Italia (bandiera)    | D     | Marco Ardit                |  |  |  |
| 34 | Italia (bandiera)    | D     | Pietro Lazzarotto          |  |  |  |
| 66 | Argentina (bandiera) | A     | Juan Josè Moyano           |  |  |  |
| 76 | Italia (bandiera)    | A     | Mattia Ghirardello         |  |  |  |
| 87 | Argentina (bandiera) | P     | Matias Bridge              |  |  |  |
| 91 | Italia (bandiera)    | P     | Cristian Cocco             |  |  |  |

### Staff tecnico
- Allenatore:  Davide Mendo

## Mercato
| Acquisti | Acquisti           | Acquisti                     | Acquisti |
| R.       | Nome               | da                           |          |
| -------- | ------------------ | ---------------------------- | -------- |
| D        | Marco Ardit        | HRC Monza                    |          |
| P        | Matias Bridge      | Deportivo Liceo              |          |
| A        | Elia Canesso       | Montebello                   |          |
| P        | Cristian Cocco     | Montecchio P.                |          |
| A        | Mattia Ghirardello | Montebello                   |          |
| A        | Juan Josè Moyano   | CGC Viareggio                |          |
| D        | Filippo Schiavo    | Trissino (prestito)          |          |
| D        | Daniel Somacale    | Sandrigo (Settore giovanile) |          |

| Cessioni | Cessioni               | Cessioni           | Cessioni |
| R.       | Nome                   | a                  |          |
| -------- | ---------------------- | ------------------ | -------- |
| P        | Tommaso Bernardelli    | Breganze           |          |
| P        | Adrià Català           | Grosseto           |          |
| A        | Leonardo Diquigiovanni | Valdagno           |          |
| A        | Nicola Rigon           | Bassano (Serie A2) |          |
| A        | Max Thiel              | Grosseto           |          |